# Vestingwerken van Doetinchem
De vestingwerken van Doetinchem betreffen het stelsel van stadsmuren, toegangspoorten, omwalling en grachten in de Nederlandse stad Doetinchem, provincie Gelderland. Enkele kleine restanten van de stadsmuur zijn behouden gebleven.

## Geschiedenis
Doetinchem is ontstaan op een natuurlijke verhoging langs de Oude IJssel, op een kruising van twee landwegen. In 1236 kreeg Doetinchem stadsrechten van de graaf van Gelre, waarna de stad werd voorzien van een aarden wal met houten palissade en een gracht. In de 15e eeuw werd een stenen stadsmuur gebouwd.
In 1492 werd Doetinchem belegerd door troepen uit het hertogdom Kleef. De stad had namelijk de zijde gekozen van hertog Karel van Gelre, terwijl het hertogdom Kleef bondgenoot was van Karels belangrijkste tegenstanders, de Habsburgers. Overigens werd Doetinchem niet ingenomen, want een Gelders leger wist de stad te ontzetten.

### Tachtigjarige Oorlog
In 1568 kreeg Doetinchem een Spaans garnizoen vanwege een verwachte aanval van Willem van Oranje. Deze aanval bleef echter uit.
Vanaf 1572 kreeg de stad regelmatig te maken met belegeringen, waarbij Staatse en Spaanse troepen elkaar meerdere malen afwisselden als bezettende macht. De laatste inname tijdens de Tachtigjarige Oorlog vond plaats in 1599, toen graaf Willem Lodewijk van Nassau Doetinchem bezette.
Het stadsbestuur zag de vele belegeringen en plunderingen met lede ogen aan. Het wist in 1607 voor elkaar te krijgen dat Doetinchem neutraal werd verklaard. Dit leidde tot de gedeeltelijke ontmanteling van de vesting.
Ook toen het Twaalfjarig Bestand in 1621 afliep, werd de neutraliteit van Doetinchem opnieuw door de twee strijdende partijen geaccepteerd. Desondanks moest de stad nog wel regelmatig troepen inkwartieren van een van beide partijen.

### Münsterse Oorlog en Rampjaar
Bij het uitbreken van de Eerste Münsterse Oorlog in 1665 viel Doetinchem in handen van de Münsterse bisschop Bernard van Galen. Een jaar later werd de vrede getekend, maar de bezetter had diverse huizen vernield en de stadskas leeg gehaald.

In het Rampjaar 1672 namen Franse troepen na een korte schermutseling met het garnizoen de stad in. De bezetting duurde twee jaar. De kleine verbeteringen aan de vesting die nog vóór de Franse inval waren aangebracht, werden tijdens de bezetting weer gesloopt. Na het tekenen van de vrede in 1674 speelde Doetinchem geen militaire rol meer binnen de Republiek en de muren werden afgebroken.

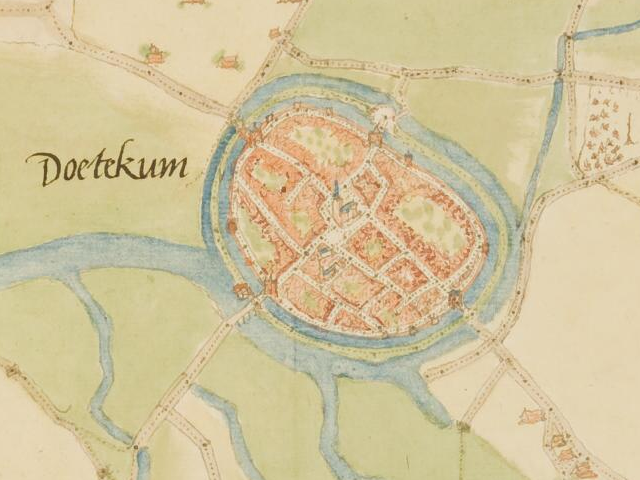
Doetinchem midden 16e eeuw, door Jacob van Deventer

### Einde van de vesting
In de 18e eeuw werd er regelmatig een garnizoen in Doetinchem gelegerd. Zo zorgde de onrust tijdens de Oostenrijkse Successieoorlog van 1747 voor een uitbreiding van het reeds aanwezige garnizoen, terwijl in 1786 een Staats garnizoen de patriotten in bedwang moest houden.
In 1793 brak er oorlog uit met Frankrijk. Coalitietroepen uit Engeland en Hannover trokken ten strijde tegen Frankrijk en reisden in 1794 en 1795 door Doetinchem heen, waarbij er veel overlast werd ondervonden van de inkwartiering van hun soldaten.
In 1795 kwam Doetinchem in Franse handen.
In 1813 en 1814 was Doetinchem opnieuw een doorgangsroute en pleisterplaats, nu voor de geallieerde troepen die na Napoleons nederlaag bij Leipzig naar het westen optrokken. 
In de 19e eeuw verdwenen de stadspoorten en de overgebleven delen van de omwalling. 

## Beschrijving
De oudste vestingwerken zullen in de 13e eeuw zijn aangelegd. Het betreft een aarden wal waarop zich een borstwering of palissade van hout bevond. In de omwalling waren vier openingen die toegang boden tot de stad. Rondom de omwalling lag een gracht. In de 14e eeuw werden de vier hoofdpoorten gebouwd.
De stenen stadsmuur verrees in de eerste helft van de 15e eeuw: een muur van 80 centimeter dik, met een aarden wal er tegenaan. In dezelfde periode werd Doetinchem in zuidoostelijke richting uitgebreid met de Nieuwstad, die ook meteen binnen de nieuwe stadsmuur werd getrokken.
De stenen stadsmuur bleek echter al snel kwetsbaar vanwege de steeds krachtiger wordende kanonnen. Begin 16e eeuw werd daarom om de stadsgracht heen een aarden wal aangebracht, met daar omheen weer een buitengracht. De Homburgerpoort en de Gruitpoort kregen aan de buitenzijde een barbacane. Tevens zijn de torens in de stadsmuur verlaagd zodat ze geschikt werden voor het plaatsen van geschut.
Met de in 1607 bedongen neutraliteit van Doetinchem moest ook de vesting worden ontmanteld. Dit betrof alleen de aarden omwalling, want de stenen muur met de stadspoorten bleef staan.
Vanaf 1674 speelde Doetinchem geen rol van betekenis meer als militair steunpunt. De stadsmuren werden grotendeels afgebroken en in de tweede helft van de 19e eeuw werden ook de stadspoorten gesloopt.

### Stadspoorten
Er waren vier stadspoorten:
- Gruitpoort (ook wel: Doesburgse poort): gebouwd in de 14e eeuw aan de noordwestzijde en vernoemd naar de gruitheester. Begin 16e eeuw werd de poort voorzien van een voorpoort in de vorm van een barbacane.
- Homburgerpoort (ook wel: Hamburgerpoort): gebouwd in 1302 aan de noordoostzijde en waarschijnlijk vernoemd naar het geslacht Homberg. De poort is gebouwd door de monniken van klooster Betlehem: hun klooster stond buiten Doetinchem en in ruil voor het bouwen van de poort mochten zij bij gevaar komen schuilen in de stad. Tussen 1525 en 1535 liet hertog Karel van Gelre deze stadspoort voorzien van een voorpoort in de vorm van een kazemat of barbacane.[1]
- Koepoort (ook wel: Heezepoort): gebouwd in de 14e eeuw aan de zuidoostzijde. De naam Heezepoort verwijst naar bebost gebied dat zich nabij de poort bevond.
- IJsselpoort (ook wel: Waterpoort): gebouwd in de 14e eeuw aan de zuidwestzijde. Het was de kleinste van de vier poorten.

### Overblijfselen
Bij de Walmolen - die zelf op de voormalige omwalling staat - is een klein muurstuk bewaard gebleven in een parkje.
In 2008 zijn in de Walstraat de resten van de stadsmuur gevonden. Deze zijn zichtbaar gemaakt met glasplaten in het plaveisel.
In 2018 zijn bij werkzaamheden muurdelen van de barbacane van de Homburgerpoort aangetroffen. Ter herinnering aan deze poort is in 2019 over de Hamburgerstraat heen een staalconstructie geplaatst. Deze moderne tien meter hoge Hamburgerpoort is voorzien van hangplanten en is onderdeel van een vergroeningsproject.

## Afbeeldingen

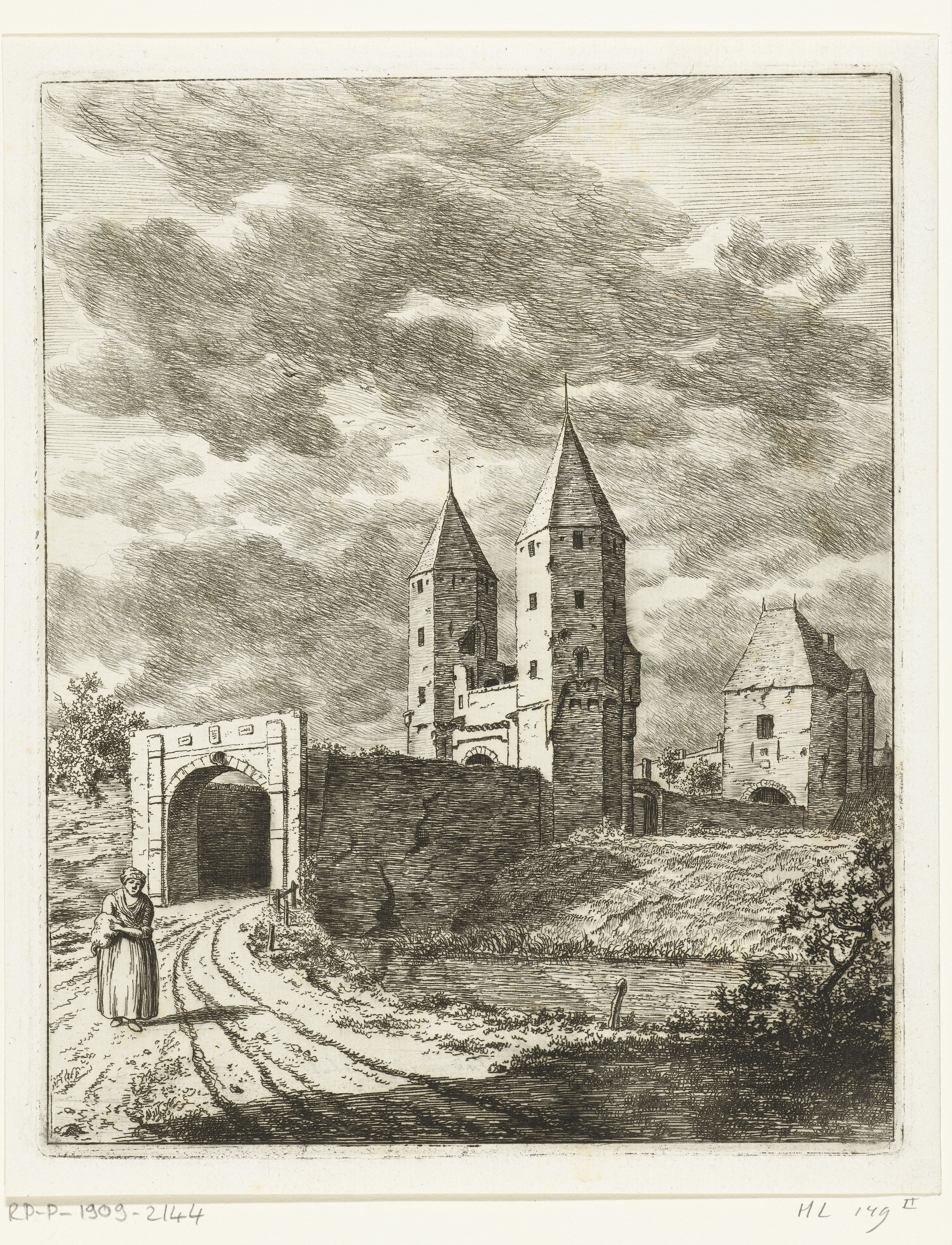
De Gruitpoort in de periode 1798-1837
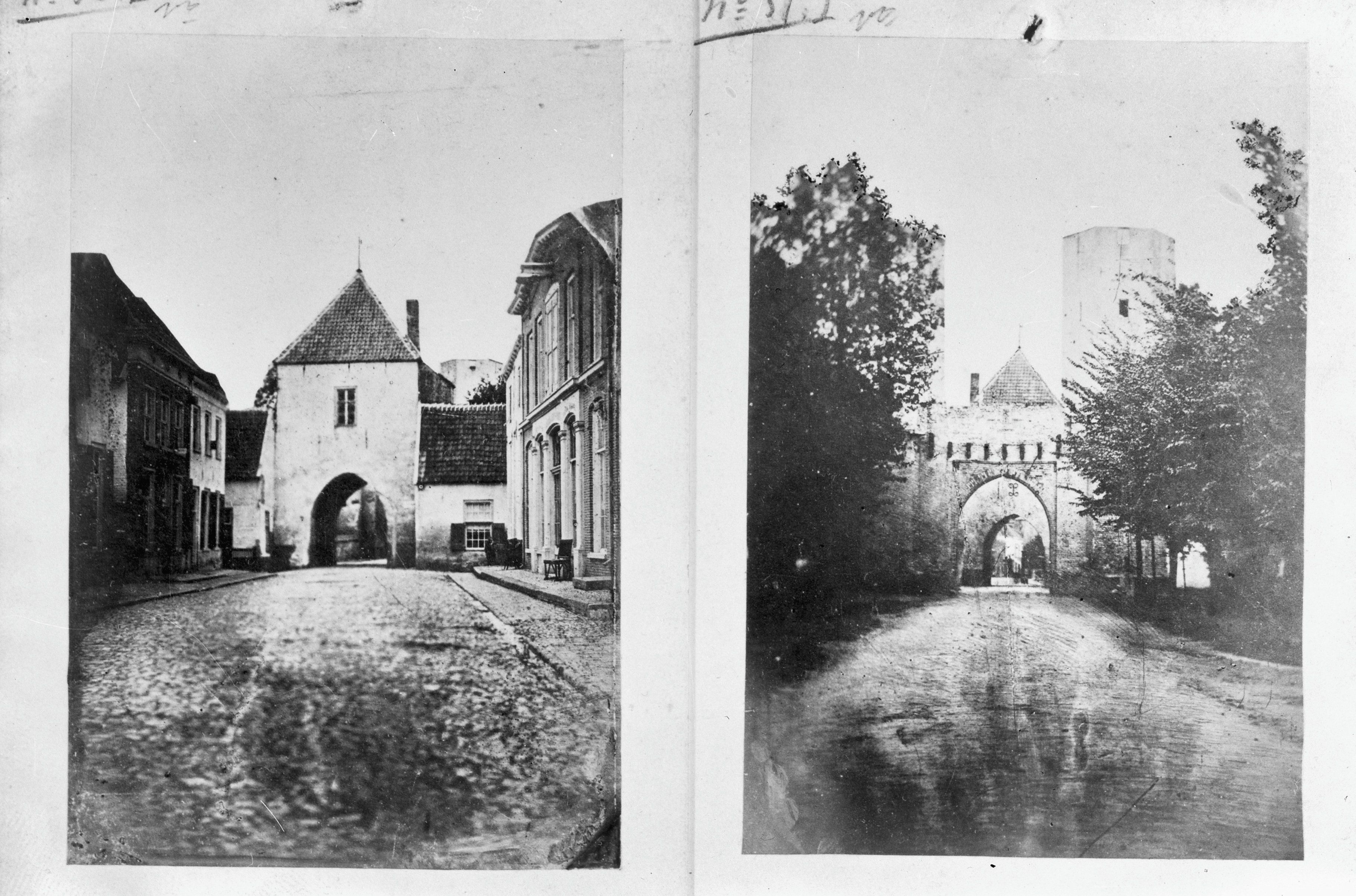
Foto's van de binnen- en buitenzijde van de Gruitpoort
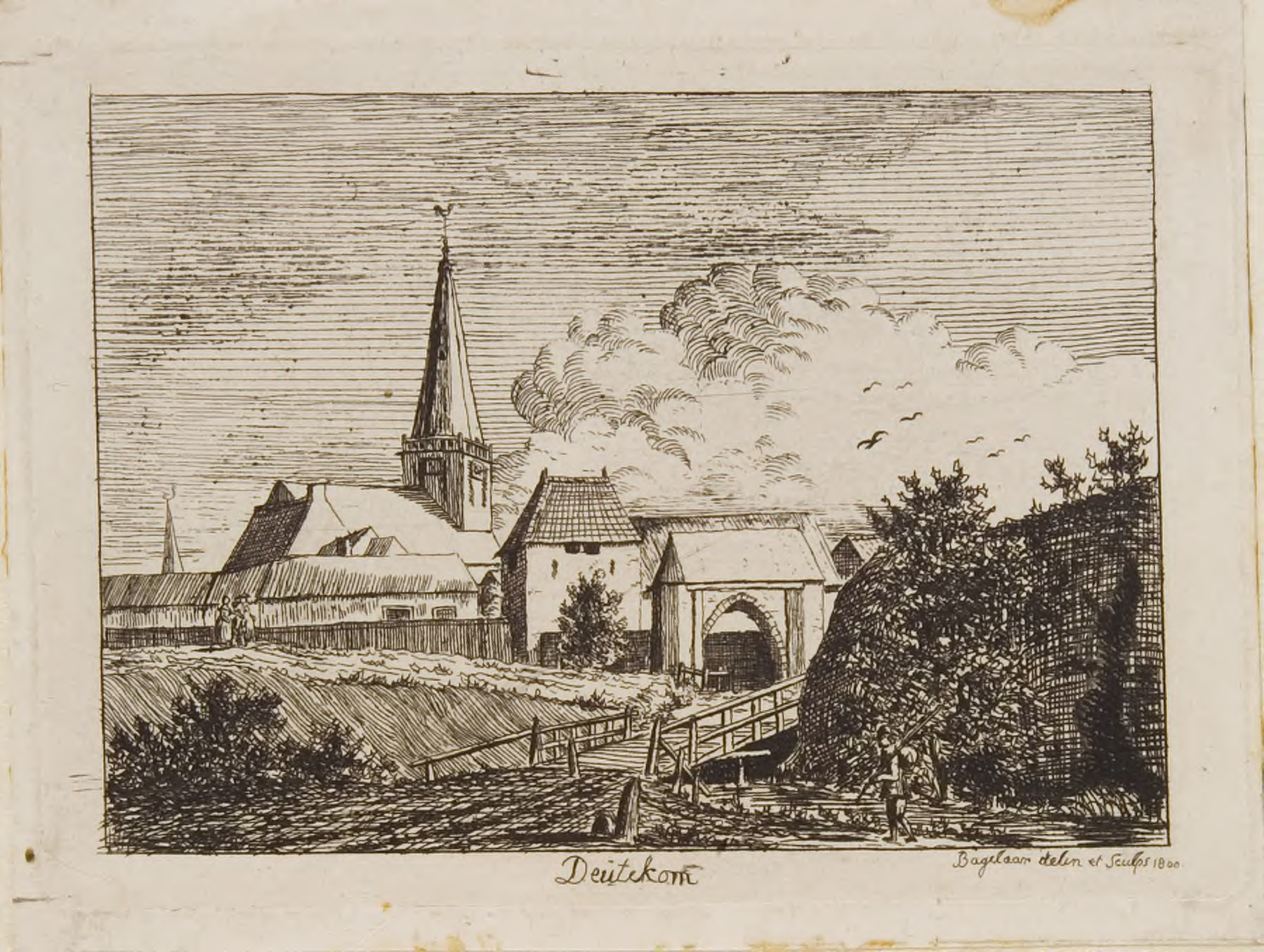
Koepoort circa 1800
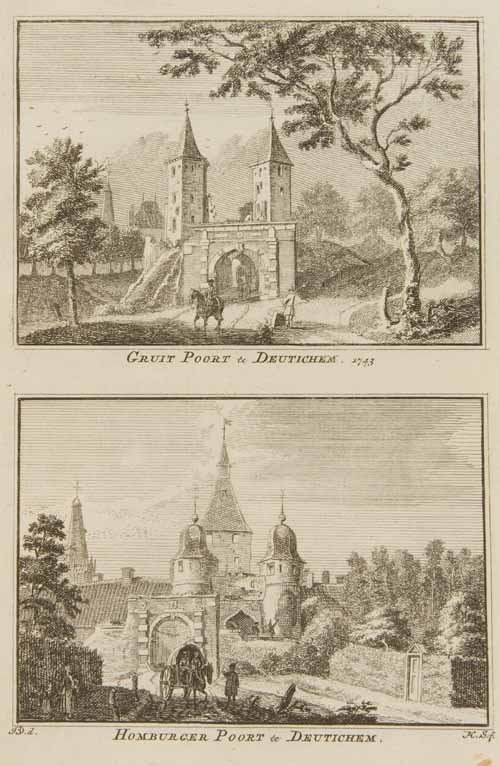
De Gruitpoort en de Homburgerpoort in 1743/1745
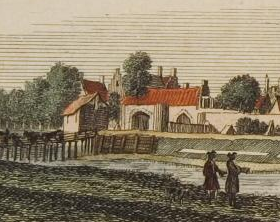
De IJsselpoort in 1743

Alkmaar · Amsterdam · Blokzijl · Borculo · Bredevoort · Coevorden · Delden · Enschede · Genemuiden · Goor · Haarlem · Hattem · 's-Hertogenbosch · Huissen · Klundert · Lochem · Maastricht · Montfoort · Naarden · Ommen · Ootmarsum · Rhenen · Roermond · Rijssen · Sittard · Sneek · Steenbergen · Steenwijk · Terborg · Valkenburg · Zaltbommel · Zwartsluis · Zwolle